# Żyła krtaniowa górna

Krtań człowieka. Numerem 12 oznaczona tętnica krtaniowa górna i gałąź wewnętrzna nerwu krtaniowego górnego, przechodzące przez otwór w błonie tarczowo-gnykowej. Razem z nimi przechodzi żyła krtaniowa górna (na ilustracji niepokazana).

Żyła krtaniowa górna (łac. vena laryngea superior) – w anatomii człowieka żyła odprowadzająca krew z większej części krtani. W swoim przebiegu towarzyszy tętnicy krtaniowej górnej, razem z nią i gałęzią wewnętrzną nerwu krtaniowego górnego przechodząc przez otwór w bocznej części błony tarczowo-gnykowej (mniej więcej 1 cm do przodu i powyżej od guzka górnego chrząstki tarczowatej). W przypadkach, gdy w chrząstce tarczowatej znajduje się otwór pod guzkiem górnym, naczynia krtaniowe górne lub ich odgałęzienia mogą przechodzić przez niego zamiast przez otwór w błonie tarczowo-gnykowej. Żyła krtaniowa górna uchodzi do górnej z żył tarczowych górnych lub bez jej pośrednictwa do żyły szyjnej wewnętrznej.